# 慈眼寺 (世田谷区)
慈眼寺（じげんじ）は、東京都世田谷区瀬田四丁目にある真言宗智山派の寺院。大山道（矢倉沢往還）に面しており、瀬田玉川神社と隣接している。

## 歴史
- 1306年（徳治元年） - 法印定音が開山[2]。
- 1533年（天文2年） - 長崎四郎左衛門が開基となり、崖上の現在地に堂宇を遷す[2][注釈 1]。
- 1975年（昭和50年） - 現本堂を建立[4]。

## 境内
広さ500坪の境内には1975年（昭和50年）建立の本堂がある。また、樹高13メートルのタラヨウは、世田谷区名木100選に選ばれている。小説家甲賀三郎の墓がある。

## 文化財
- 大日如来坐像
- 弘法大師坐像
- 興教大師坐像

これらの仏像はともに江戸時代に製作されたものである。

## 交通アクセス
- 鉄道
  - 東急田園都市線・東急大井町線 二子玉川駅下車 徒歩16分
  - 東急田園都市線 用賀駅下車 徒歩14分
- バス
  - 東急バス [玉31]生育医療研究センター行 玉川病院バス停下車 徒歩5分

## ギャラリー

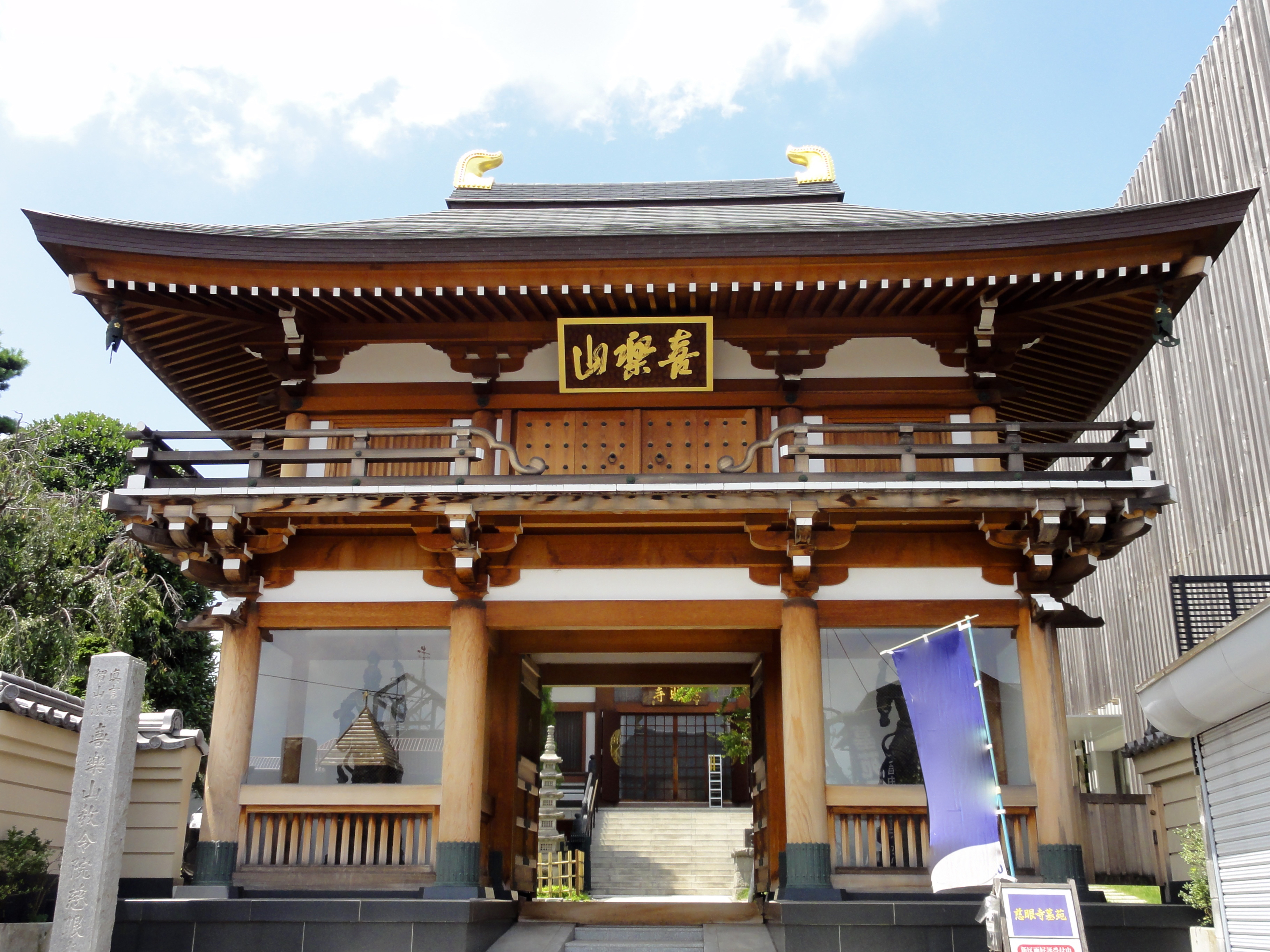
山門
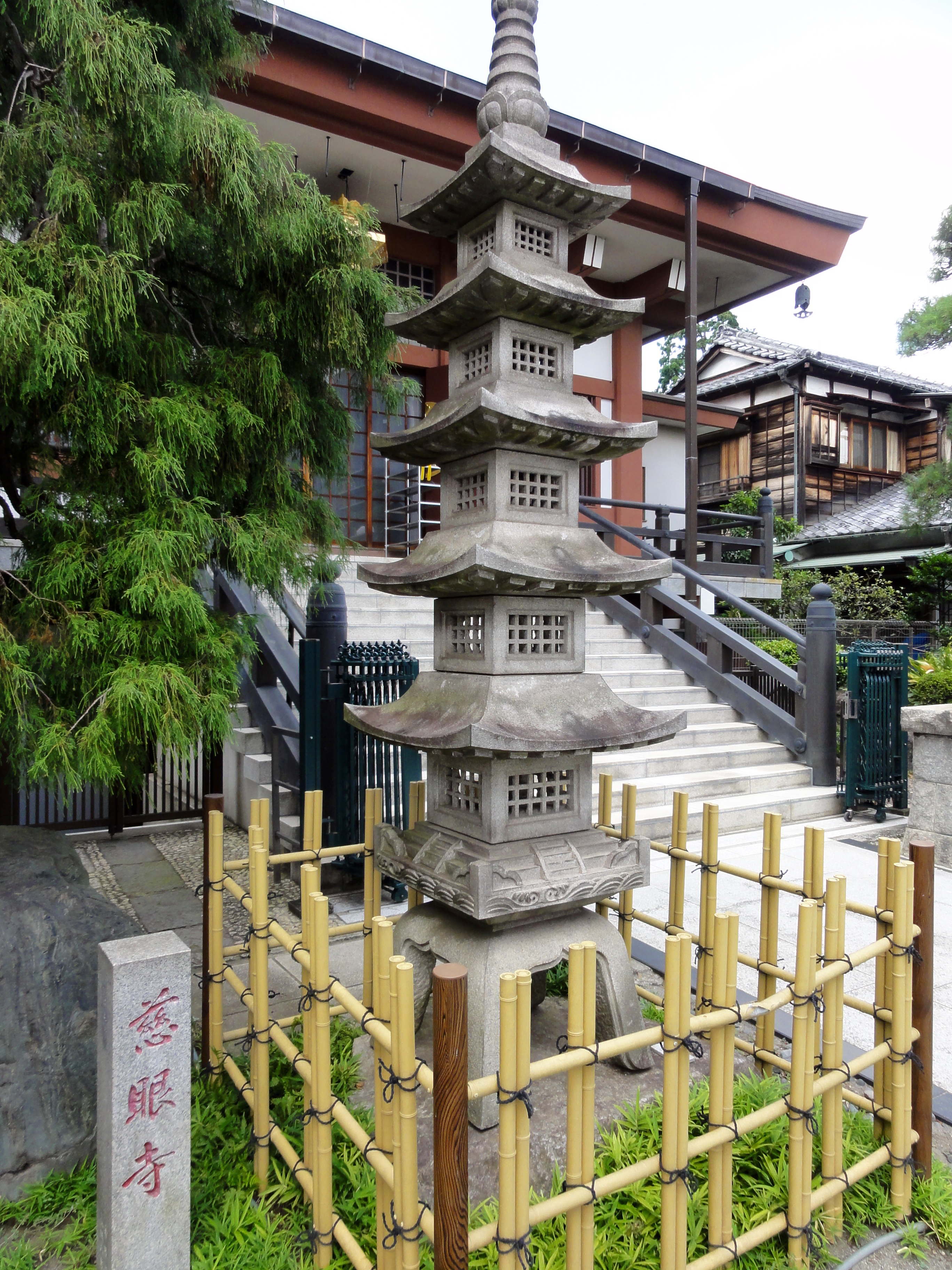
五重塔型灯籠
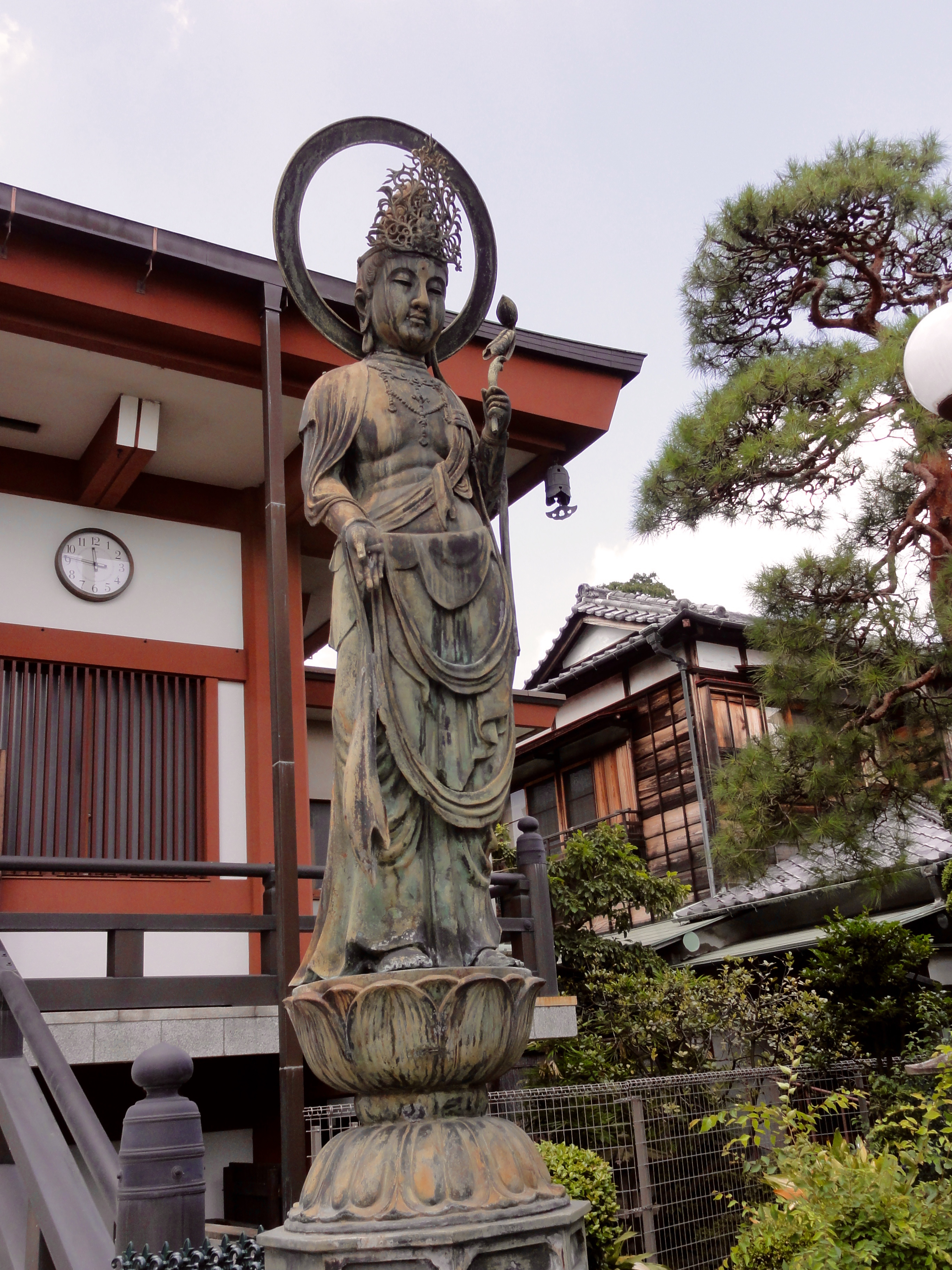
興亜観世音菩薩像
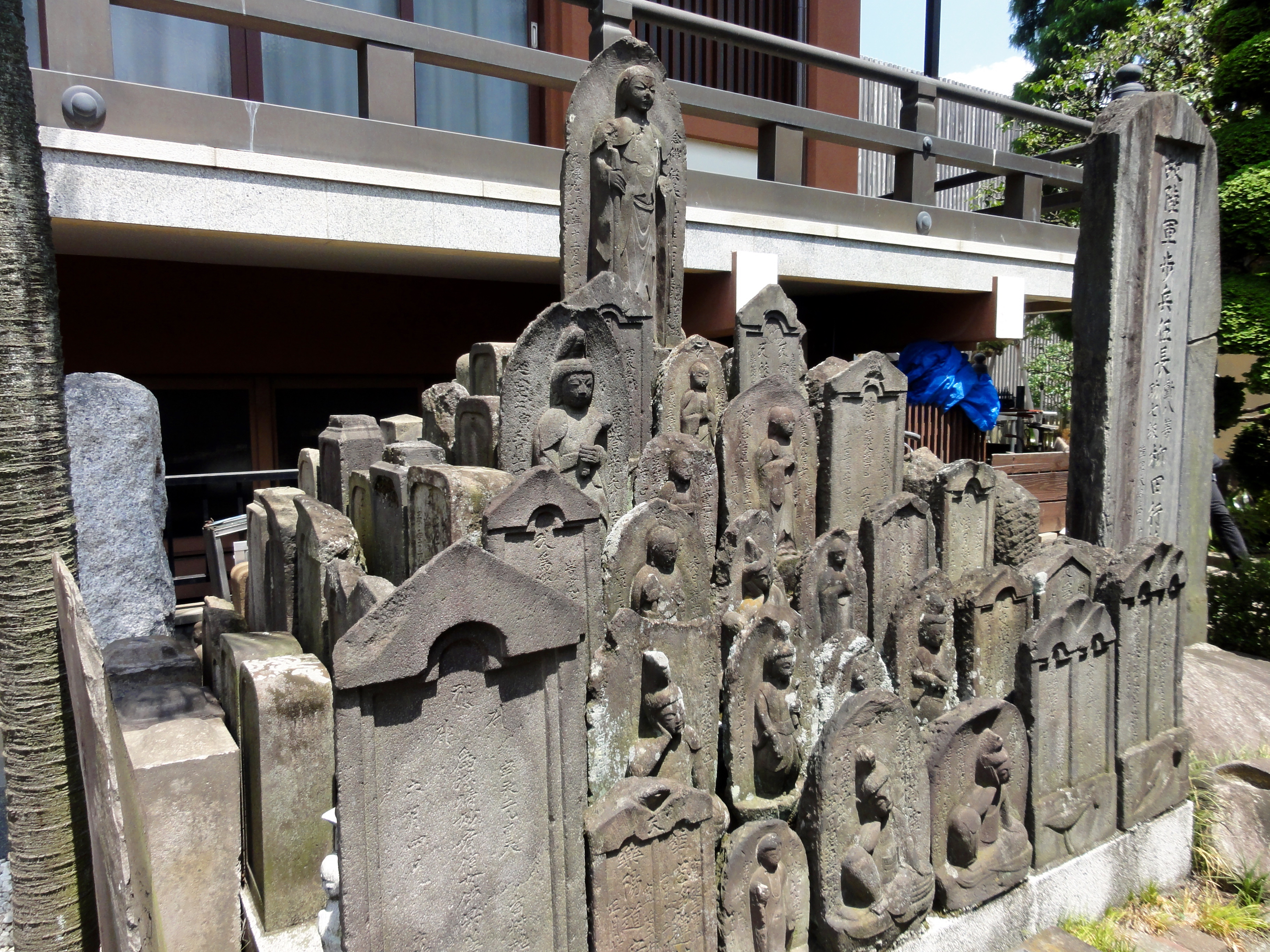
無縁塔
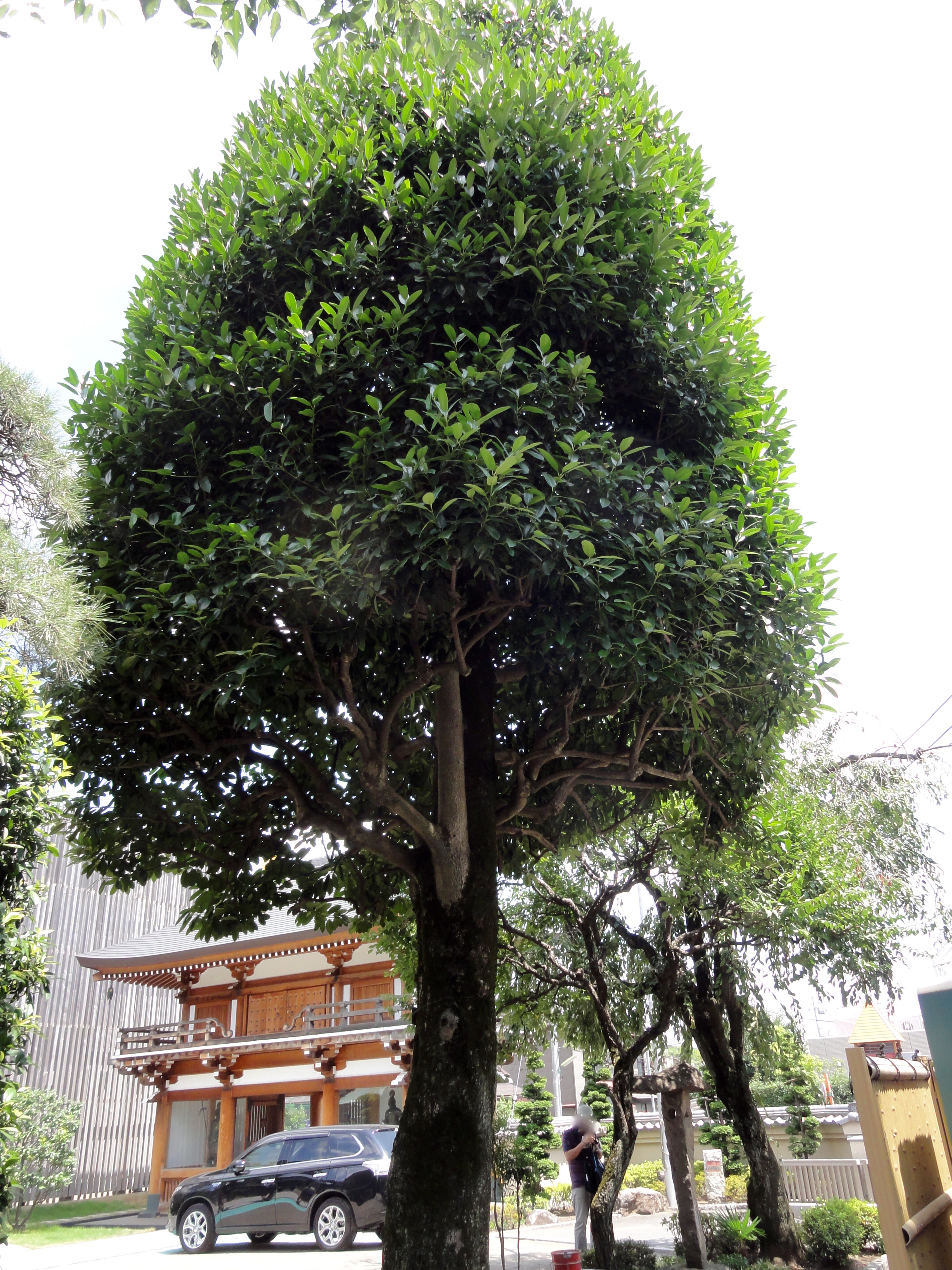
タラヨウの木
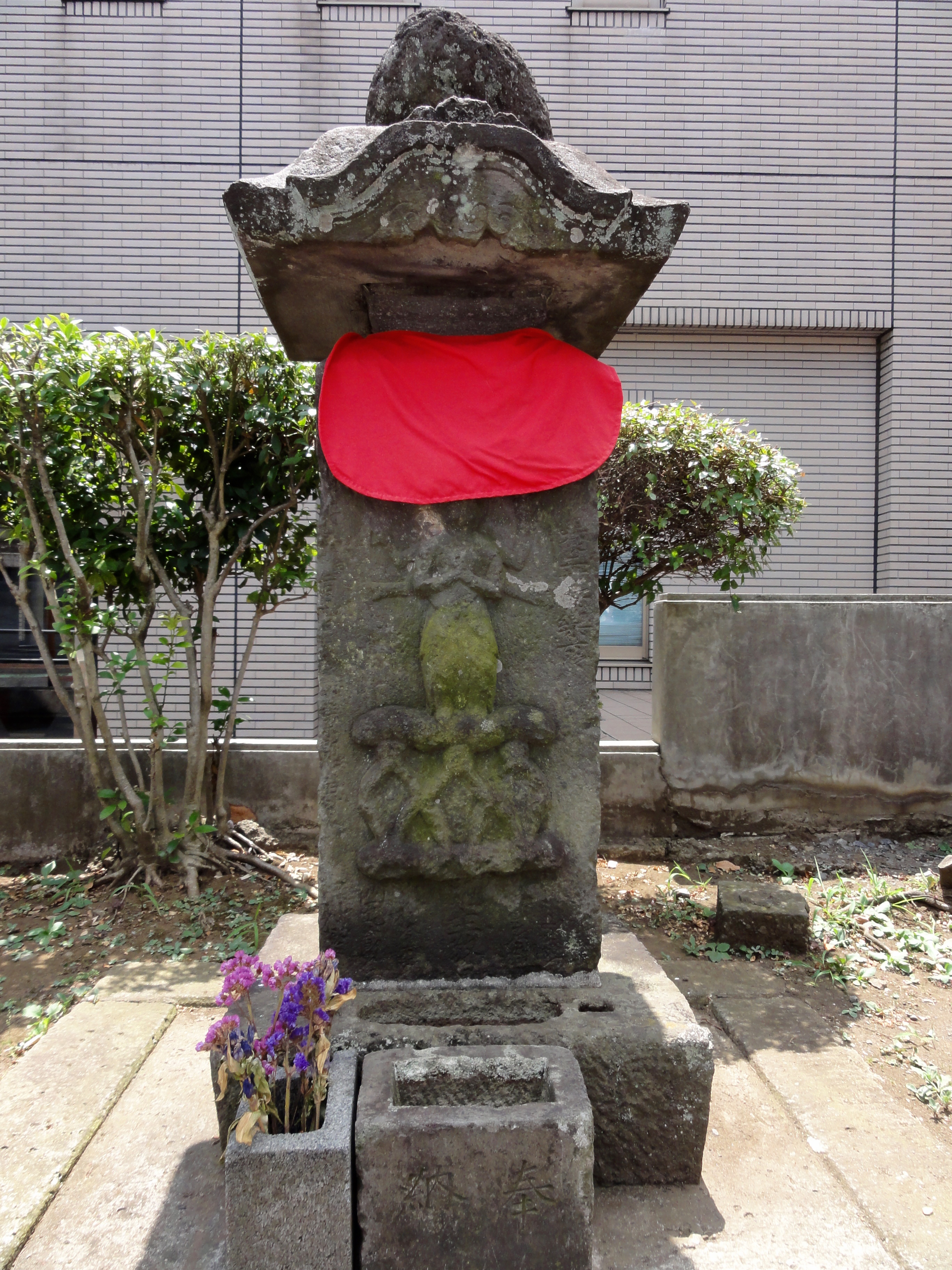
笠付庚申塔